# آکی پارویاینن
آکی پارویاینن (فنلاندی: Aki Parviainen؛ زادهٔ ۲۶ اکتبر ۱۹۷۴) پرتاب‌گر نیزه اهل فنلاند است. وی بین سال‌های ۱۹۹۵ تا ۲۰۰۶ میلادی فعالیت می‌کرد.